# Aminah Faal-Sonko
Aminah Faal-Sonko, auch Amina Faal-Sonko (* 8. Dezember 1954 in Gambia), ist eine ehemalige Ministerin im westafrikanischen Staat Gambia.

## Leben
Faal-Sonko wurde 1994 von der Militärjunta Armed Forces Provisional Ruling Council (AFPRC) zur Ministerin für Jugend, Sport und Kultur (Youth and Sports and Culture) ernannt. 1995 wurde sie durch Satang Jow abgelöst.
Faal-Sonko ist verheiratet und Mutter von drei Kindern. Sie lebt in Raleigh, der Hauptstadt des US-Bundesstaates North Carolina.